# پلانکتون

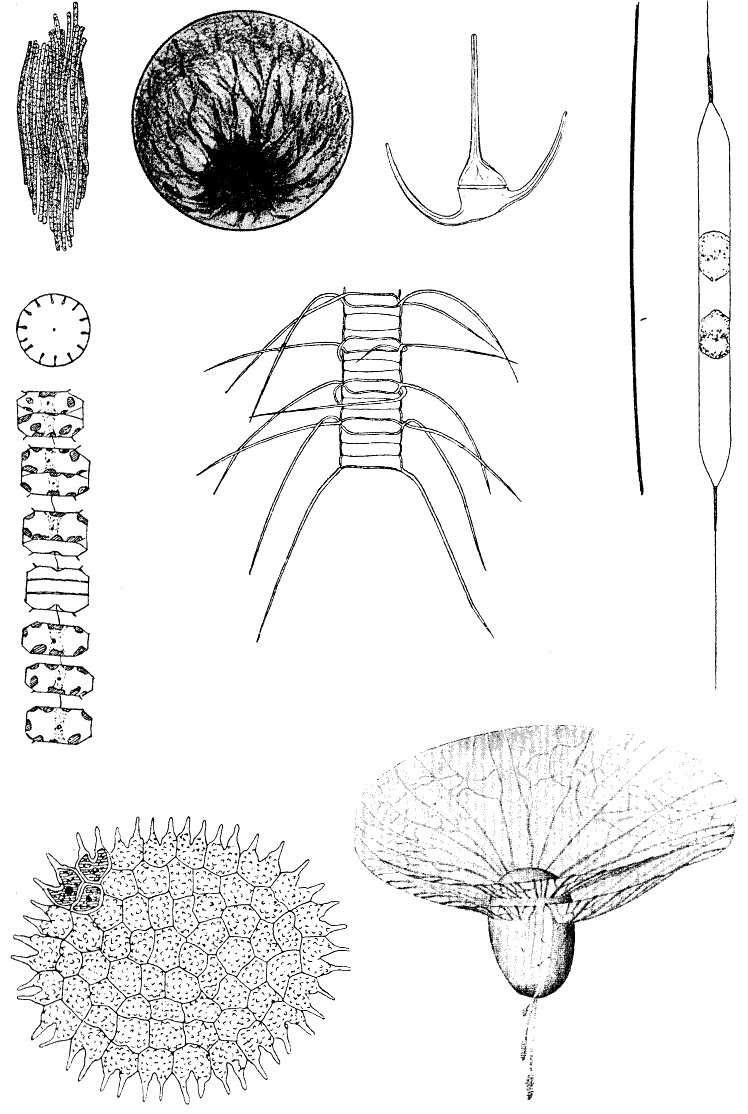
فوتومونتاژ ارگانیسم‌های پلانکتونی

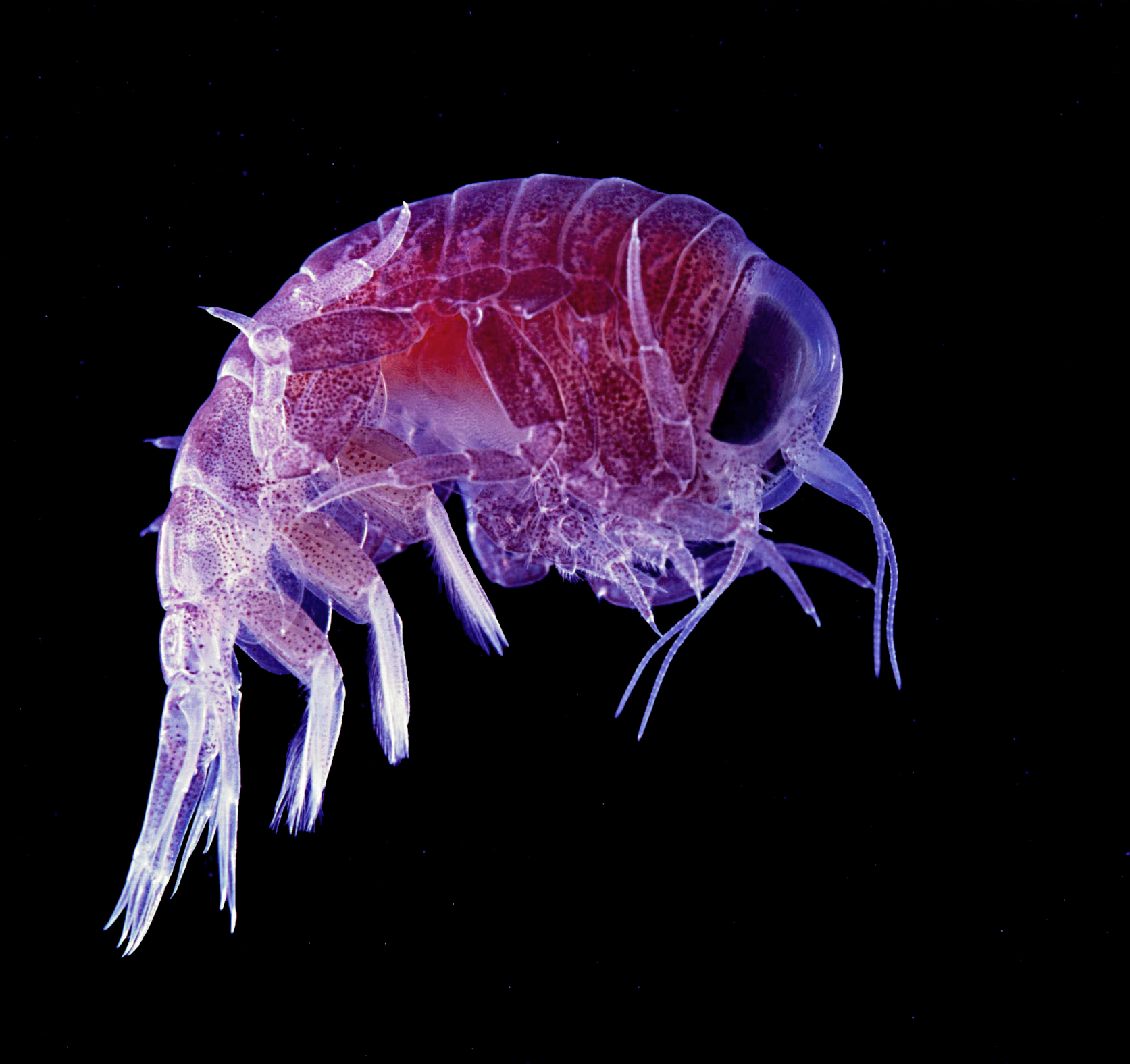
یک امفیپاد (پلانکتون)

پلانکتون‌ها یا دروایان (در زبان انگلیسی: Plankton) مجموعهٔ متنوعی از جانداران موجود در آب (یا هوا) هستند که قادر به حرکت در برابر جریان آب (یا باد) نیستند. در دریاها و اقیانوس‌ها، آن‌ها منبع غذایی حیاتی برای بسیاری از جانداران آبزی کوچک و بزرگ مانند دوکفه‌ای‌ها، مرجان‌ها، ماهی‌ها و نهنگ‌ها فراهم می‌کنند. پلانکتون‌های دریایی شامل باکتری‌ها، آرکی‌ها، جلبک‌ها، تک‌یاخته‌ها و جانوران در حال حرکت یا شناور هستند که در آب‌های شور اقیانوس‌ها و آب‌های لب‌شور در مصب رودها زندگی می‌کنند. پلانکتون‌های آب شیرین شبیه پلانکتون‌های دریایی هستند، اما در دریاچه‌ها و رودخانه‌ها یافت می‌شوند.
اگرچه پلانکتون‌ها معمولاً به‌عنوان ساکن در آب در نظر گرفته می‌شوند، نمونه‌های هوایی نیز وجود دارند که بخشی از زندگی خود را در اتمسفر زندگی می‌کنند. این آئروپلانکتون‌ها شامل هاگ‌های گیاهی، گرده و دانه‌های پراکنده در باد است. آن‌ها همچنین ممکن است شامل میکروارگانیسم‌هایی باشند که با طوفان‌های گرد و غبار زمینی به هوا رفته یا پلانکتون‌های اقیانوسی باشند که از سطح اقیانوس به هوا پاشیده شده‌اند.
اگرچه بسیاری از گونه‌های پلانکتون از نظر اندازه میکروسکوپی هستند، پلانکتون‌ها شامل جاندارانی در طیف وسیعی از اندازه‌ها، از جمله جاندارانی بزرگ مانند عروس دریایی است. این به این دلیل است که پلانکتون‌ها به‌جای هرگونه طبقه‌بندی فیلوژنتیکی یا آرایه‌شناسی توسط کنام اکولوژیکی و سطح تحرکشان تعریف می‌شوند. از نظر فنی، این اصطلاح شامل جانداران موجود در سطح آب موسوم به سطح‌آبزیان یا آن‌هایی که به‌طور فعال در آب شنا می‌کنند موسوم به شناگران نمی‌شود.
فیتوپلانکتون‌ها دسته‌ای از پلانکتون‌ها هستند که قادر به خودپروردگی هستند. انواع دیگر شامل زئوپلانکتون‌ها (پلانکتون‌های جانور مانند)، آئروپلانکتون‌ها و باکتریوپلانکتون‌ها می‌شوند. برخی از پلانکتون‌ها سمی هستند مانند کشند سرخ.

## اهمیت اکولوژیکی
پلانکتون‌ها در اکوسیستم‌ها و زنجیرهٔ غذایی اهمیت بالایی دارند. لاروهای ماهی‌ها عمدتاً زئوپلانکتون می‌خورند و آن‌ها نیز فیتوپلانکتون‌ها را می‌خورند. پلانکتون‌ها همچنین در چرخه‌های بیوژئوشیمیایی بسیاری از عناصر شیمیایی مهم، از جمله چرخهٔ کربن اقیانوس‌ها، نقش هست
فیتوپلانکتون‌ها انرژی خورشید و مواد مغذی را از آب جذب می‌کنند تا مواد غذایی یا انرژی مورد نیاز خود را تولید کنند. در فرایند فتوسنتز، فیتوپلانکتون‌ها اکسیژن مولکولی آزاد می‌کنند که به‌عنوان یک محصول جانبی وارد آب می‌شود. برآورد می‌شود که حدود ۵۰ درصد از اکسیژن جهان از طریق فتوسنتز فیتوپلانکتون تولید می‌شود. باقی آن نیز عمدتاً از طریق فتوسنتز روی زمین توسط گیاهان تولید می‌شود. علاوه بر این، فتوسنتز فیتوپلانکتون‌ها، از اوایل دورهٔ پرکامبرین تعادل اکسیژن/کربن دی‌اکسید زمین را برقرار و تنظیم کرده‌است.

## نگارخانه

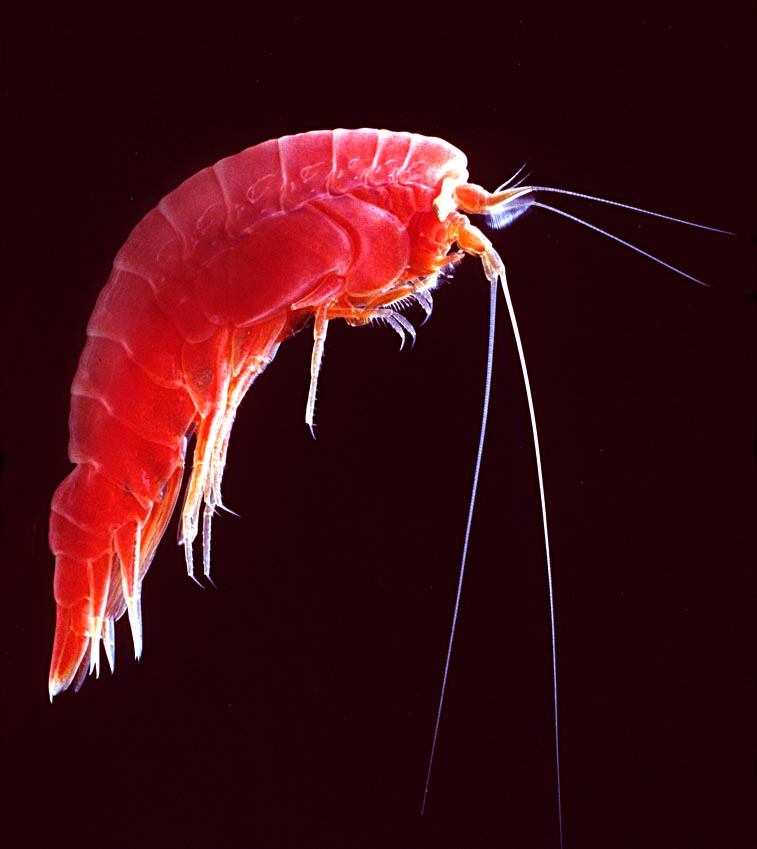
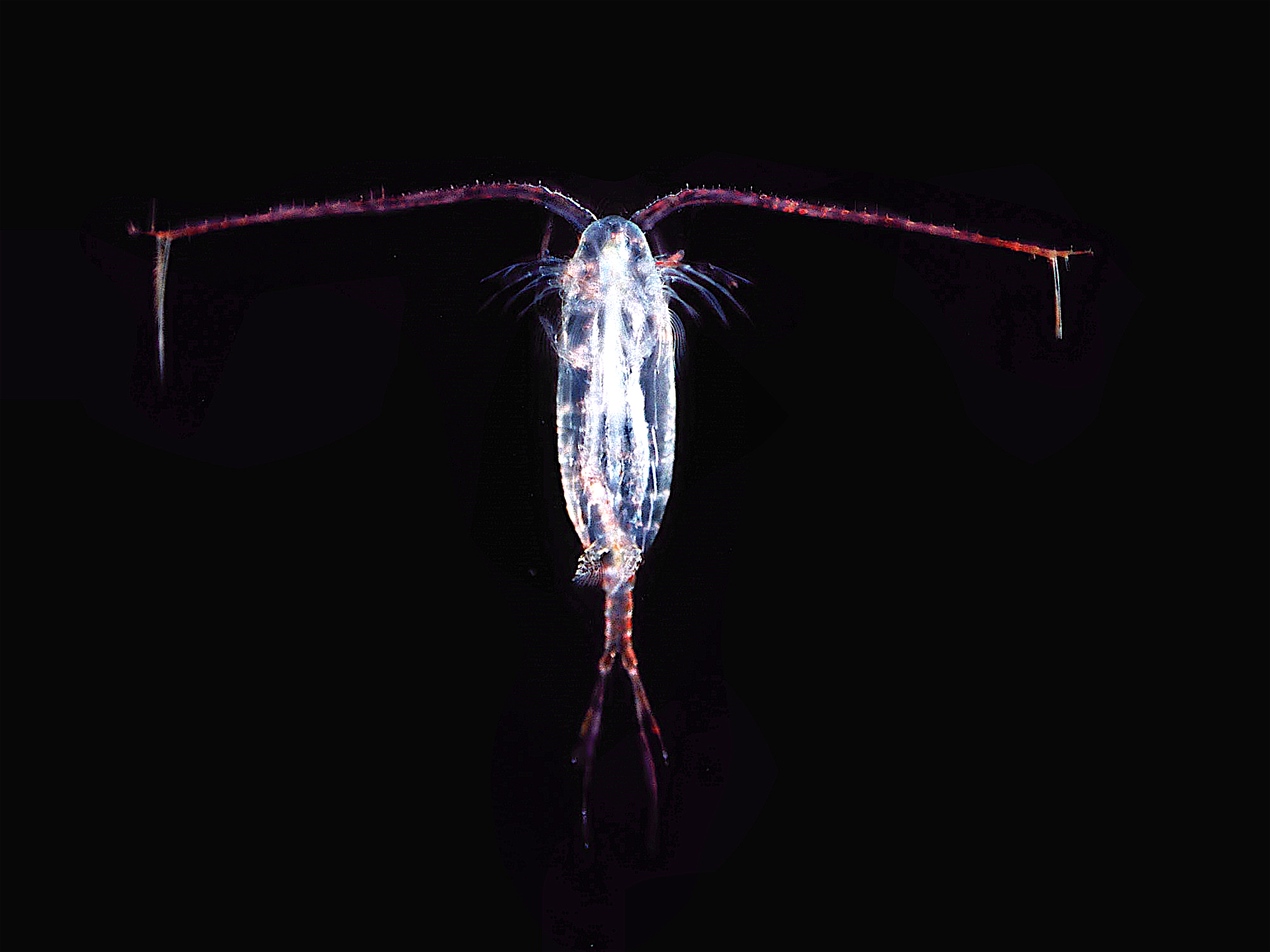
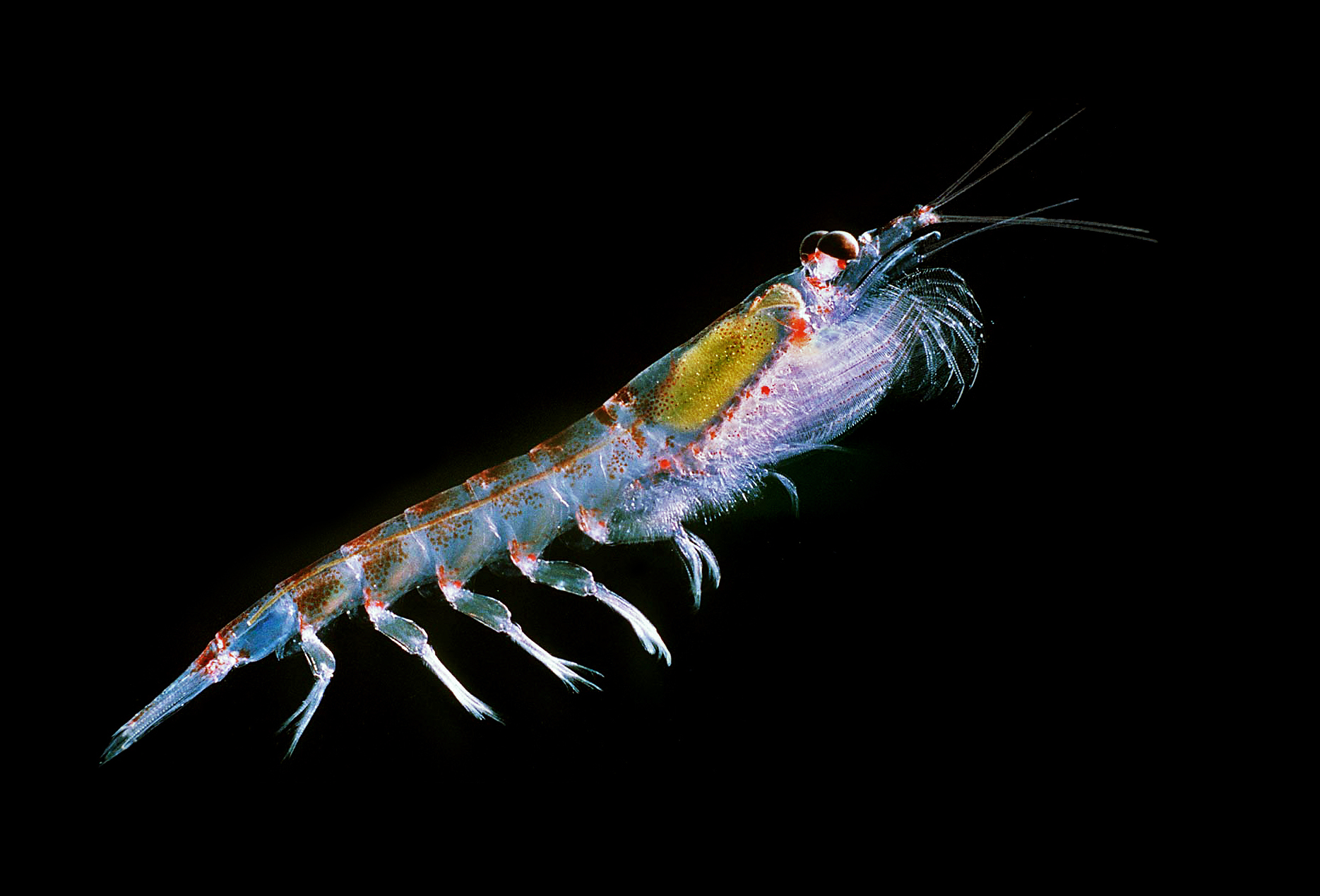
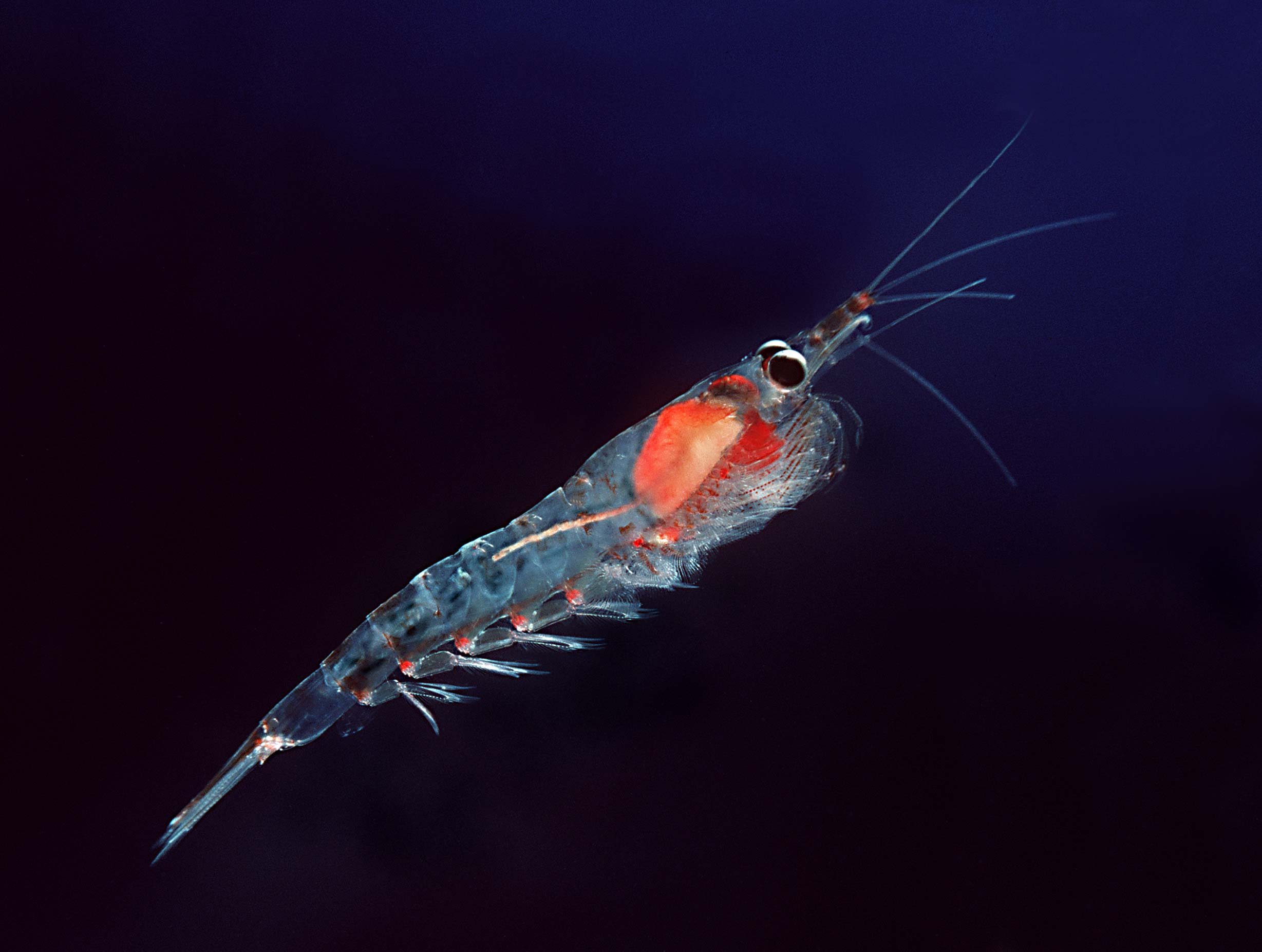
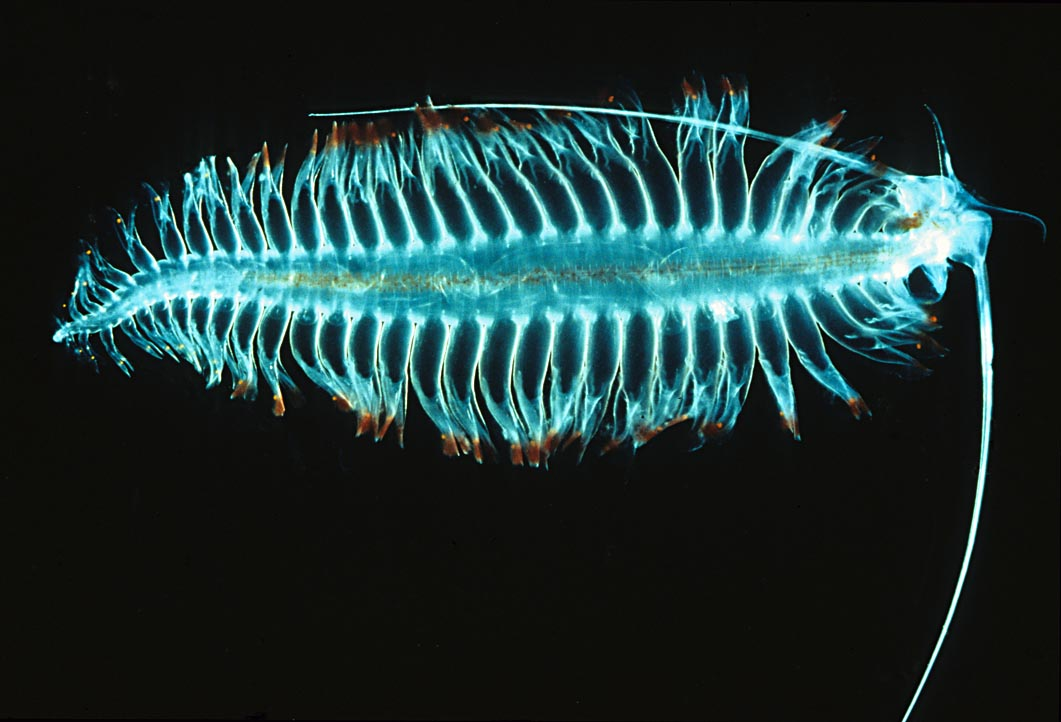
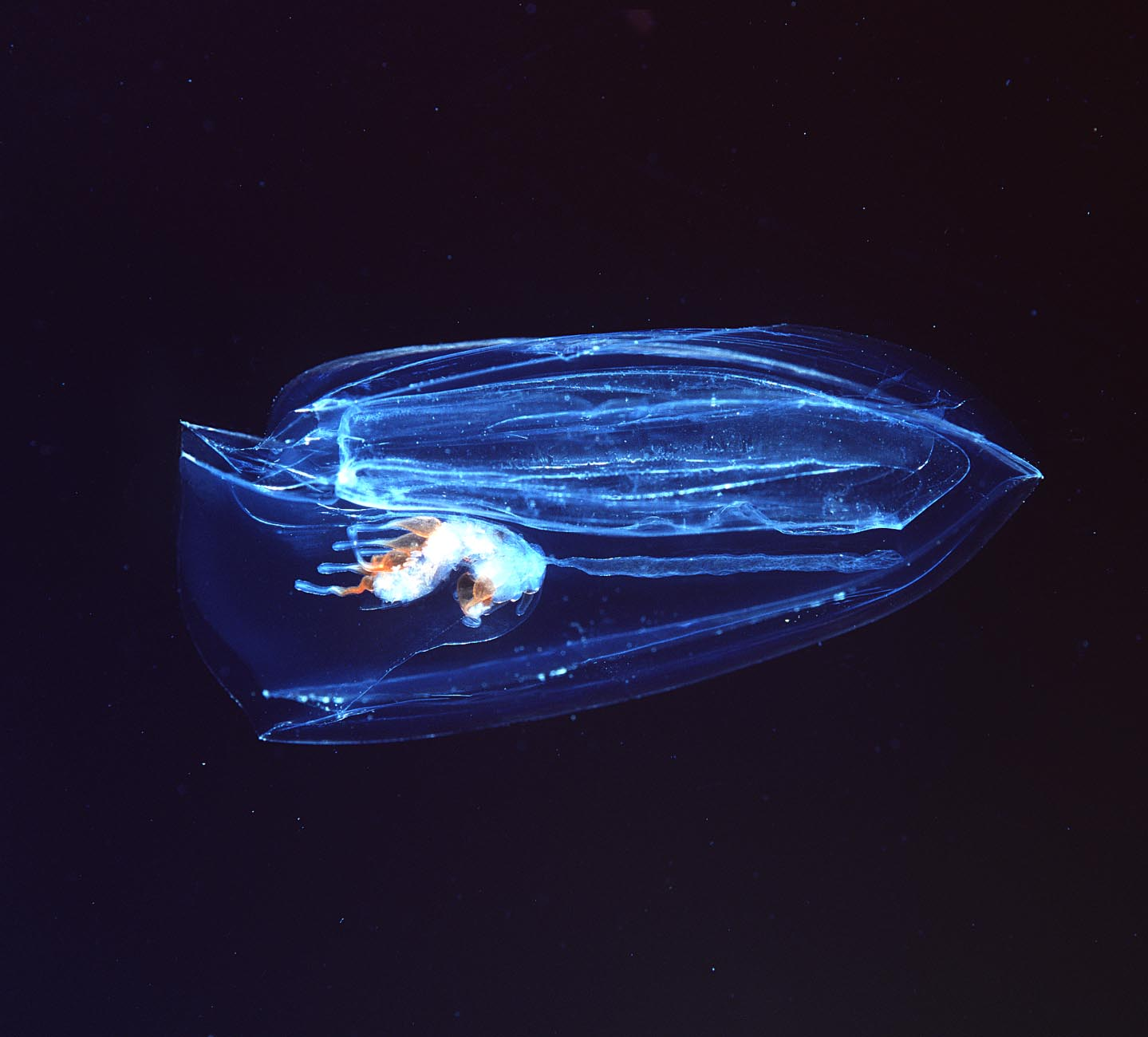
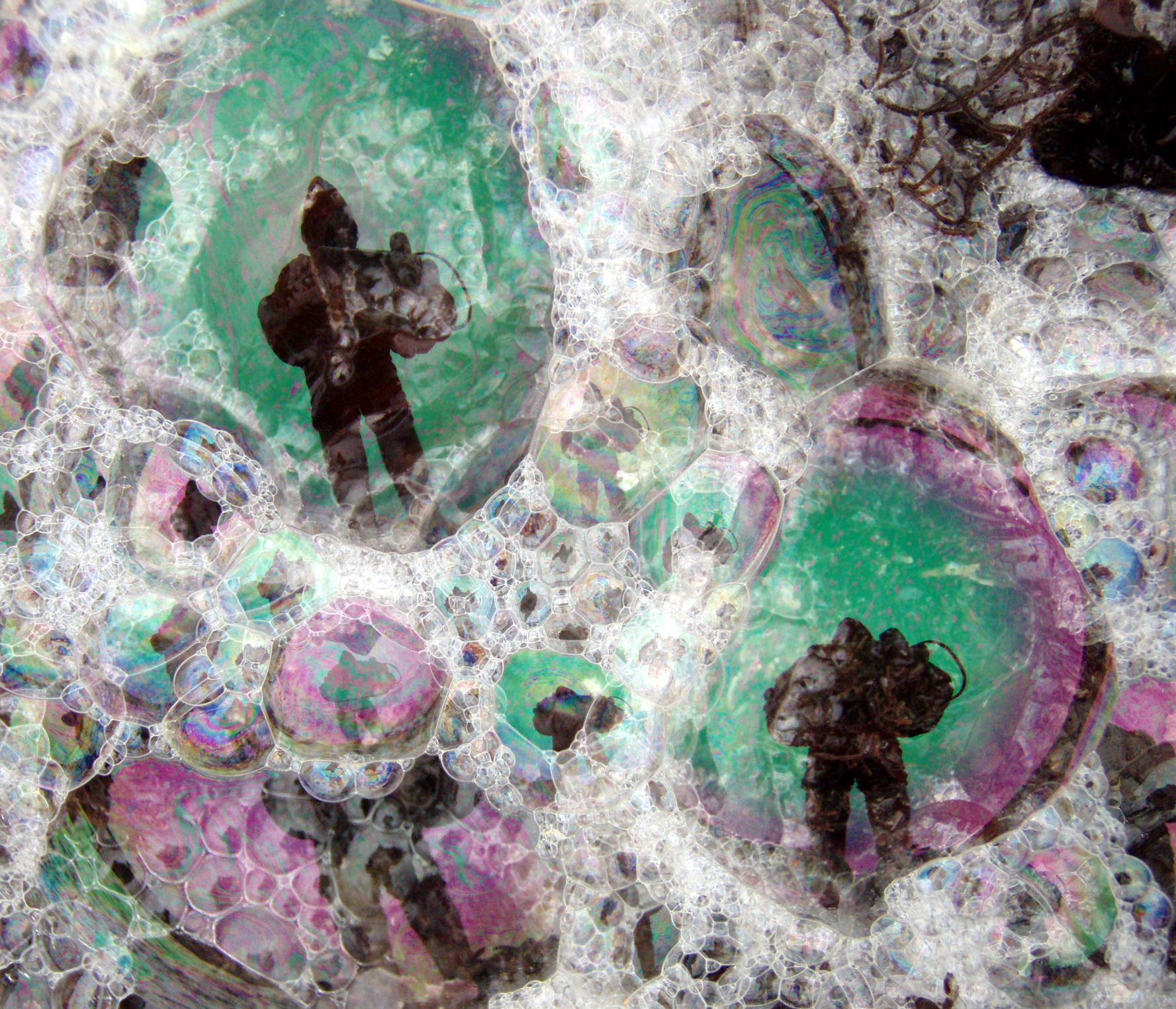
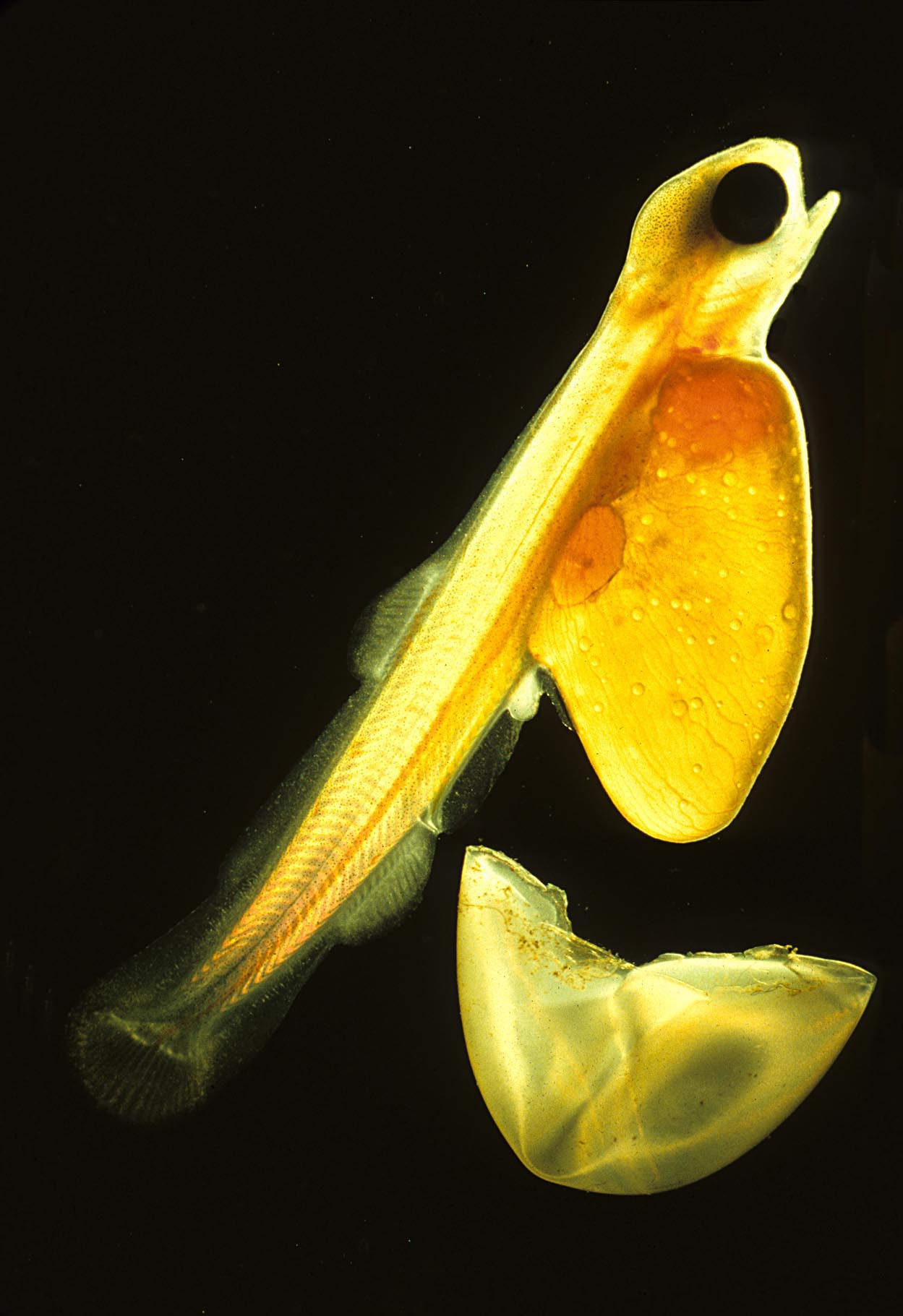
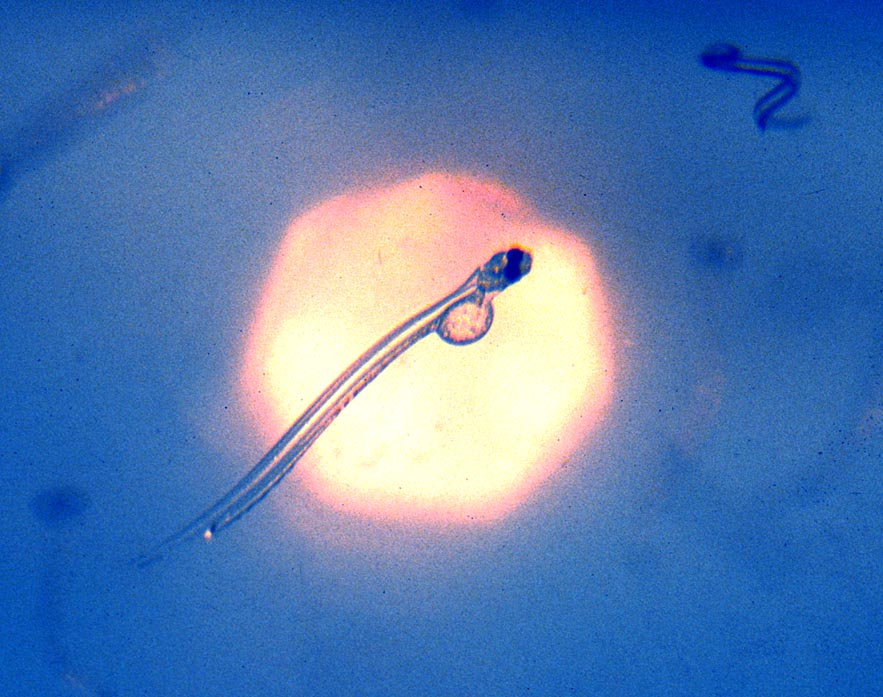
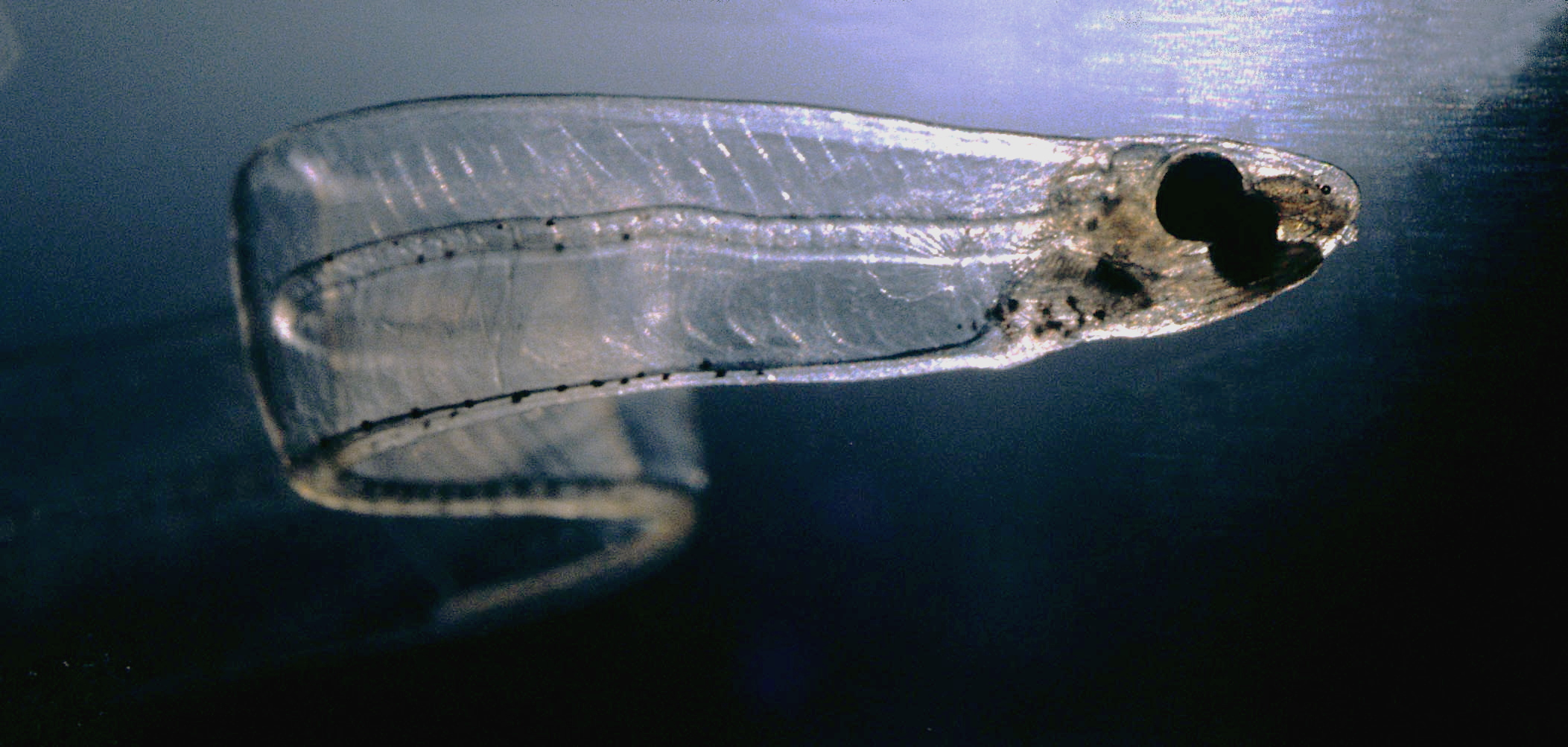
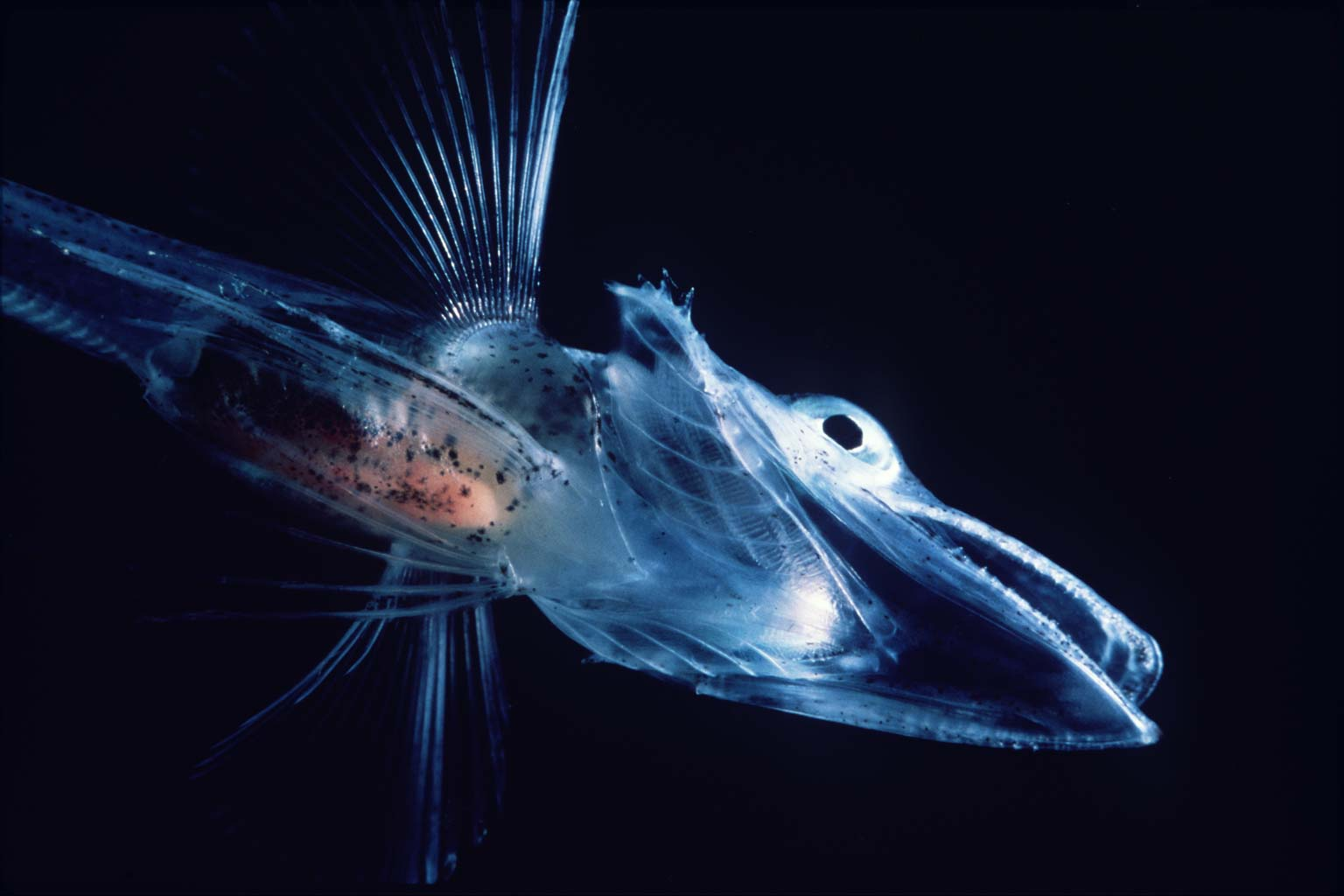